# Hiroshi Nakajima
Hiroshi Nakajima (Chiba, 16 de mayo de 1928–Poitiers, 26 de enero de 2013) fue un médico japonés que llegó a ser Presidente de la Organización Mundial de la Salud de 1988 a 1998, quien decidió y ejecutó la erradicación de la poliomielitis.

## Biografía
Se recibió de médico por la Universidad médica de Tokio en 1955 y luego se marchó a la Universidad de París para especializarse en psicofarmacología.
En 2000 recibió del Emperador Akihito la Orden del Sagrado Tesoro. Murió a la edad de 84 años después de una breve enfermedad y fue anunciada por la Director General Margaret Chan.

## Carrera
De 1958 trabajó como investigador en Francia a 1967, cuando regresó a su país para ser empleado en la farmacéutica Chūgai Seiyaku como Jefe de Investigación.
En 1974 se unió como investigador de la OMS, donde fue supervisor farmacológico. En 1976 se convirtió en jefe del Departamento de Política de Drogas, donde colaboró en el concepto de medicamento esencial. De 1978 a 1988 fue director de la Oficina Regional del Pacífico Oeste.

### Director General
En 1988 fue elegido 4.º Director General de la OMS, los Estados Unidos y otros estados occidentales no querían su elección. Es célebre su conflicto con el estadounidense Jonathan Mann, Director de lucha contra el VIH/sida, debido a que al asumir Nakajima; destinó todos los fondos a erradicar la polio y desmanteló la costosa investigación que llevaba Mann.
Para Nakajima la Poliomielitis había causado demasiado daño y debía ser erradicada al contar con una cura, aun descuidando la nueva y desconocida enfermedad que solo parecía afectar a personas con conductas riesgosas. Para Mann la Polio podía esperar; al tener tratamiento y no ser mortal, contrariamente a la nueva enfermedad; que exigía una fuerte investigación y los 70 millones USD anuales que constaba.

### Segundo mandato[3]
Durante la campaña para su reelección, Estados Unidos acusó que Japón compraba votos a los países en desarrollo y Japón expresó que su par americano llevaba a cabo una campaña sistemática de desinformación. Finalmente Nakajima venció al argelino Mohammed Abdelmoumène y fue elegido en mayo de 1993 por la Asamblea Mundial de la Salud para un segundo mandato. Para una tercera elección no compitió, por lo que su mandato terminó en 1998.

## Legado
Nakajima es recordado como el hombre que se decidió a erradicar la polio y luchó contra el Occidente por financiamiento para su objetivo. Su enemistad con Mann se debió a las diferencias ideológicas y presupuestarias de ambos médicos, el estadounidense renunció a la OMS en 1990, murió pocos años después y hoy es recordado como un comprometido líder contra el VIH/Sida.